# Radhi Jaïdi
Radhi Jaïdi (arabe : راضي الجعايدي), né le 30 août 1975 à Gabès, est un footballeur international tunisien reconverti entraîneur. Il évoluait au poste de défenseur durant sa carrière, entre 1988 et 2012. 
En 2008, il joue le rôle de Sleh dans la série télévisée tunisienne Maktoub.

## Biographie

### Joueur
Après des expériences au Bolton Wanderers et au Birmingham City Football Club, Jaïdi participe à la promotion de Southampton en Championship pour la saison 2011-2012, Jaïdi signe une prolongation de son contrat pour une année supplémentaire le 20 mai 2011,. Il annonce sa retraite à l'issue de la saison 2011-2012 puis est nommé en 2013 comme directeur sportif au sein du FC Southampton.

### Équipe nationale
Il fait ses débuts internationaux en juin 1996 ; Jaïdi participe à la coupe du monde 2006 avec l'équipe de Tunisie. Il a disputé la coupe du monde 2002 mais aussi la CAN en 2000, 2004 et 2006.
En septembre 2006, il annonce sa retraite internationale mais, quelques mois plus tard, il décide de revenir sur son choix et participe au match comptant pour la troisième journée des éliminatoires de la CAN 2008 entre la Tunisie et les Seychelles (24 mars 2007) qui se traduit par une victoire tunisienne (trois buts à zéro).
Il totalise 105 sélections et marque sept buts jusqu'en 2009.

## Palmarès

### Joueur
Espérance sportive de Tunis (16)
- Championnat de Tunisie : 1994, 1998, 1999, 2000, 2001, 2002, 2003, 2004
- Coupe de Tunisie : 1997, 1999
- Supercoupe de Tunisie : 2001
- Ligue des champions de la CAF : 1994
- Coupe d'Afrique des vainqueurs de coupe : 1998
- Coupe de la CAF : 1997
- Supercoupe de la CAF : 1995
- Supercoupe arabe : 1996

Southampton Football Club (1)
- Football League Trophy : 2010
- Championnat d'Angleterre de deuxième division : 2012 (vice-champion)

Tunisie (1)
- Coupe d'Afrique des nations : 2004

### Entraîneur
Espérance sportive de Tunis (1)
- Supercoupe de Tunisie : 2021